# 李存儒
李存儒（?—?），本名杨婆儿，唐朝末年、五代十国晋国将领。
李存儒本来是个俳优，李存勖以他有膂力，起用他为卫州刺史。他诛杀敛财无度，百姓怨恨他，后梁趁机袭取卫州（今河南省卫辉市）。龙德二年（922年）八月，后梁滑州（今河南省滑县）兵马留后段凝、张朗攻陷卫州，捉住刺史李存儒献给后梁末帝朱友贞。